# قزل بلاغ (سياه منصور)
قزل بلاغ (بالفارسية: قزل بلاغ) هي قرية تقع في إيران في قسم سیاه منصور الريفي. يقدر عدد سكانها بـ 164 نسمة بحسب إحصاء 2016.